# Huta Tonga Barbaran
Huta Tonga Barbaran is een bestuurslaag in het regentschap Mandailing Natal van de provincie Noord-Sumatra, Indonesië. Huta Tonga Barbaran telt 728 inwoners (volkstelling 2010).